# Dolabrosaurus
Dolabrosaurus – rodzaj wymarłego gada należącego do grupy Avicephala. Żył w późnym triasie na terenach Nowego Meksyku. Był spokrewniony z drepanozaurem i megalankozaurem. Znany jest bardzo niekompletny materiał. Był nieco większy od megalankozaura i miał dłuższe wyrostki kręgów ogonowych, co skłoniło naukowców do wysunięcia hipotezy, że był zwierzęciem wodnym. Dolabrosaurus znany jest z formacji Chinle na terenie stanów Arizona i Montana. Niektóre skamieniałości odnalezione w Ghost Ranch również mogą należeć do przedstawicieli tego rodzaju.